# Shingo Katayama
Shingo Katayama (em japonês:  片山 晋呉, nascido em 31 de janeiro de 1973) é um golfista japonês.
Se tornou profissional em 1995.
Shingo irá representar o Japão no jogo por tacadas individual masculino do golfe nos Jogos Olímpicos de Verão de 2016, no Rio de Janeiro, Brasil.